# Viseu (zespół metropolitalny)
Wielki Zespół Metropolitalny Viseu  (port. Grande Área Metropolitana de Viseu) – pomocnicza jednostka administracji samorządowej. W skład zespołu wchodzi 21 gmin (posortowane według liczby mieszkańców): Viseu, Tondela, Seia, Mangualde, São Pedro do Sul, Castro Daire, Gouveia, Nelas, Sátão, Santa Comba Dão, Vouzela, Moimenta da Beira, Oliveira de Frades, Carregal do Sal, Penalva do Castelo, Tarouca, Aguiar da Beira, Sernancelhe, Vila Nova de Paiva, Fornos de Algodres oraz Penedono. Stolicą zespołu jest Viseu. W roku 2001 populacja zespołu wynosiła 354 162 mieszkańców.